# ألكسندر الأول باتنبرغ
ألكسندر الأول باتنبرغ (بالبلغارية: Александър I Батенберг) ـ (5 أبريل 1857 ـ 23 أكتوبر 1893) هو الابن الثاني للأمير ألكسندر أمير هسن والراين والكونتيسة جوليا هوك أميرة باتنبرغ. كان أول أمير (نياز) لبلغاريا الحديثة في الفترة من سنة 1879 إلى تنازله عن العرش سنة 1886. كان يعرف داخل أسرته بلقب «ساندرو». تزوج بعد تنازله عن العرش من مغنية السوبرانو النمساوية يوهانا لوزينغر في فرنسا عام 1889 وحمل الزوجان لقب كونت وكونتيسة فون هارتناو حيث رزقا بطفلين أسين لودفيغ ألكسندر (1890-1965) و ماري تيريز فيرا زفيتانا (1893 -1935) .

## نشأته
ألكسندر هو الابن الثاني للأمير ألكسندر هيس من الراين من زواجه المرغنطي الأخير مع الكونتيسة يوليا فون هوك. حصلت الكونتيسة وأحفادها على لقب أميرة باتنبرغ وأسلوب خطاب السمو الأميري عام 1858. كان الأمير ألكسندر ابن أخ القيصر الروسي ألكسندر الثاني الذي تزوج شقيقة الأمير ألكسندر هيس، وكانت والدته ابنة الكونت موريتز فون هاوك. عرف ألكسندر ضمن عائلته وأمام العديد من كتاب السيرة الذاتية لاحقًا باسم ساندرو أو درينو. 

### أبرز أقاربه
تزوج شقيق ألكسندر الأمير لويس من باتنبرج الأميرة فيكتوريا من هيسن والراين وهي حفيدة الملكة فيكتوريا. كان من بين أطفالهم الملكة لويز ملكة السويد، وإيرل مونت باتن من بورما والأميرة أليس باتنبرج، ووالدة الأمير فيليب، ودوق إدنبره، وزوج الملكة إليزابيث الثانية.
تزوج الأخ الآخر لألكسندر الأمير هنري من باتنبرغ الابنة الصغرى للملكة فيكتوريا الأميرة بياتريس. كان من بين أطفالهم الملكة فيكتوريا أوجيني من إسبانيا.

## أمير بلغاريا
زار الإسكندر سانت بطرسبرغ مرارًا في طفولته وشبابه، ورافق عمه القيصر ألكسندر الثاني الذي كان متعلقًا به كثيرًا خلال الحملة البلغارية عام 1877. رشح القيصر عندما أصبحت بلغاريا إمارة مستقلة تحت سيطرة الإمبراطورية العثمانية بموجب معاهدة برلين عام 1878 ابن أخيه للبلغار ليتولى العرش المستحدث، وانتخبت الجمعية الوطنية الكبرى بالإجماع الأمير ألكسندر كأمير لبلغاريا (29 أبريل 1879).
زار الأمير ألكسندر القيصر في ليفاديا قبل التوجه إلى بلغاريا، وزار محاكم الدول الكبرى والسلطان، ثم سافر على متن سفينة حربية روسية إلى فارنا، وذهب إلى صوفيا بعد أداء القسم على الدستور الجديد في فيليكو ترنوفو 8 يوليو 1879. استقبله الناس في كل مكان بحماس كبير. كان أحد خادمي ألكسندر باتنبرغ ستيفان أوفالييف فتى من بيسارابيا، والذي دعم ألكسندر باتنبرغ مالياً.
لم يتلق الأمير الحاكم الجديد أي تدريب سابق على الحكم، وواجه مجموعة من المشاكل. وجد نفسه محاصرًا بين الروس الذين أرادوا منه أن يكون ملكًا لا يفعل شيئًا، والسياسيين البلغاريين الذين تابعوا حربهم على العنف الذي هدد استقرار بلغاريا. 
اقتُرح في عام 1881 زواج ألكسندر والأميرة فيكتوريا من بروسيا، ابنة الأميرة الملكية لألمانيا آنذاك وحفيدة الملكة فيكتوريا من بريطانيا. دعمت والدة العروس والجدة الزواج، رفض جدها كايزر فيلهلم الأول وشقيقها الذي أصبح فيما بعد القيصر فيلهلم الثاني (حفيد القيصر فيلهلم الأول) والمستشار الألماني أوتو فون بسمارك الزواج خوفًا من الإساءة إلى الروس.
تولى الأمير بعد محاولته تولي الحكم في ظل هذه الظروف لمدة عامين تقريبًا وبموافقة القيصر الروسي السلطة المطلقة بعد تعليق الدستور (9 مايو 1881). صوتت جمعية عُقدت خصيصًا في 13 يوليو عام 1881 لتعليق الدستور الديمقراطي لمدة سبع سنوات. ولكن أثبتت هذه التجربة أنها لم تكن ناجحة. أثار الانقلاب الملكي غضب السياسيين الليبراليين والراديكاليين البلغاريين وانتقلت السلطة الحقيقية إلى اثنين من الجنرالات الروس هما سوبوليف وكولبارز اللذين أُرسلا خصيصًا من سانت بطرسبرغ. أعاد الأمير تفعيل الدستور بموافقة جميع الأحزاب السياسية البلغارية في 19 سبتمبر 1883. وتبع ذلك شرخ خطير مع روسيا، ووسع الدور الذي لعبه الأمير لاحقًا في تشجيع التطلعات الوطنية للبلغاريين ذلك الشرخ. 